# Hauptquartier der Alliierten Landstreitkräfte Schleswig-Holstein und Jütland

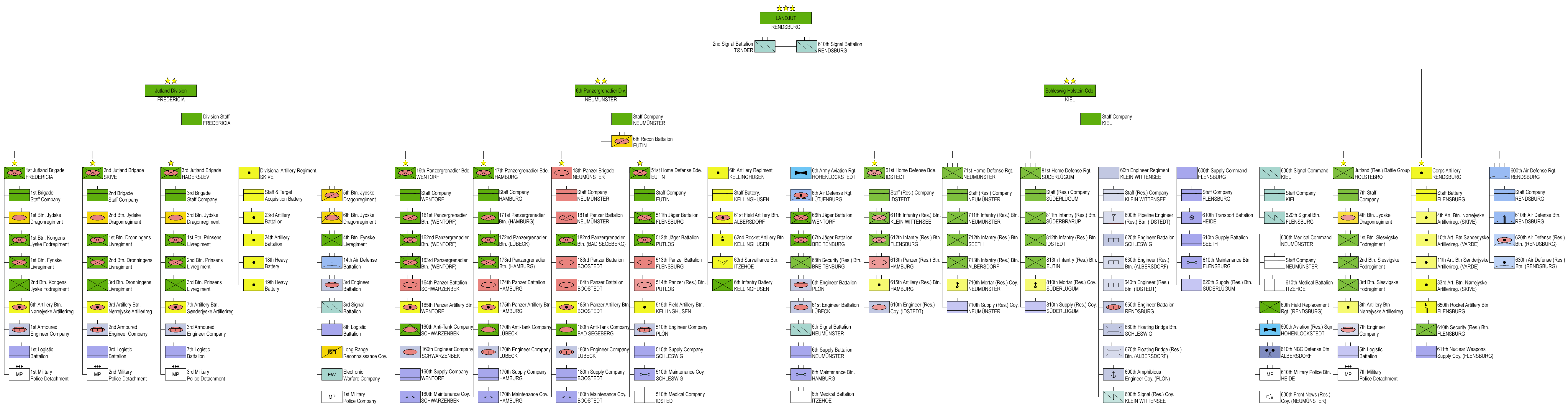
Gliederung der LANDJUT-Streitkräfte

Das Hauptquartier der Alliierten Landstreitkräfte Schleswig-Holstein und Jütland (englische NATO-Bezeichnung: Headquarters Allied Land Forces Schleswig-Holstein and Jutland, kurz HQ LANDJUT, meist nur LANDJUT) war das erste und während des Kalten Krieges das einzige multinationale Korps der NATO, das zwischen 1962 und 1999 bestand. Truppensteller waren die dänischen Landstreitkräfte und das deutsche Heer, sowie Großbritannien mit einem Verbindungsoffizier. Die Aufgabe hat mit dem Beitritt von Polen das Multinationales Korps Nord-Ost, als  der gemeinsame Nachfolgeverband, übernommen.

## Organisation und Geschichte
Nach dem Abzug der norwegischen Truppen entstand 1953 die sogenannte „Jutland Covering Force“ unter Führung des Kommandeurs „Danish Command in Germany“. Diese Verbände wurden in den alliierten Militärstrukturen durch das „Western Land Command“ (WLC) in Aarhus geführt. Erst im Mai 1956 wurden sie offiziell der NATO bzw. den „Allied Land Forces Denmark“ (LANDENMARK) in Kopenhagen unterstellt. Die LANDENMARK gehörten wiederum zu den Landstreitkräften „Allied Forces Northern Europe“ (AFNORTH). Durch Anregung des SACEUR wurde im Januar 1958 auch ein Marineführungsstab der NATO im Bereich AFNORTH etabliert.
Im Frühjahr 1957 wurden die dänisch-britischen Verbände durch die ersten Bundeswehrsoldaten, die zur 3. Panzerdivision gehörten, verstärkt. Bis zum Sommer 1958 konnte die Bundeswehr mit dem Wehrbereichskommando I in Kiel die alleinige Verantwortung für die Verteidigung in Schleswig-Holstein übernehmen. In der NATO-Struktur wurden diese deutschen Heereseinheiten dem „Hauptquartier Landstreitkräfte Schleswig-Holstein“ zugeordnet, welches ein westdeutscher Admiral führte. Das war vom 15. April 1958 bis zum 31. März 1962 Konteradmiral Bernhard Rogge (COMLAND-SCHLESWIG). Das Hauptquartier war ein Teil von LANDENMARK, so dass dem Admiral alle NATO-Truppen Schleswig-Holsteins unterstanden.
Mit dem „Oslo Agreement“ vom 22. November 1961 wurden sämtliche NATO-Verbände zwischen Hamburg und dem Skagerrak dem neu geschaffenen Kommandobereich „Baltic Approaches“ (BALTAP) unterstellt. Hauptaufgabe dieses Kommandobereiches war die Verteidigung Schleswig-Holsteins und Dänemarks, da von dort aus die Ostseeausgänge kontrolliert wurden. Die Neustrukturierung führte zur Aufstellung von vier neuen Hauptquartieren: „Alliierte Landstreitkräfte in Schleswig-Holstein und Jütland“ (LANDJUT) in Rendsburg, „Landstreitkräfte in Seeland“ (LANDZEALAND) in Kopenhagen, „Luftstreitkräfte Ostseezugänge“ (AIRBALTAP) sowie die „Seestreitkräfte Ostseezugänge“ (NAVBALTAP) in Karup in Nordjütland. Diese Gliederung sollte bis zum Ende des Kalten Krieges bestehen bleiben.
LANDJUT wurde im Sommer 1962 aufgestellt und bis 1994 von der NATO finanziert. Es war das einzige multinationale Korps mit internationalem Stab. Die Aufgabe von LANDJUT bestand darin, im Verteidigungsfall angreifende feindliche Kräfte bei ihrem Vorstoß nach Nordwesten aufzuhalten.  Das Ziel war, solange auszuhalten bis britische, amerikanische und niederländische Verstärkungskräfte eintrafen, um den Angreifer zurückzuschlagen. Hierzu standen dem Kommandierenden General des Korps LANDJUT (COMLANDJUT) vorwärts die bundesdeutsche 6. Panzergrenadierdivision in Neumünster, und nachfolgend die dänische Jütland-Division in Fredericia sowie die Heimatschutzbrigade 51 in Eutin zur Verfügung. Mit diesen Kräften sollten im Rahmen der „Vorneverteidigung“ der NATO der Nordwesten entlang der innerdeutschen Grenze zwischen Elbe und Lübeck sowie an den Küstenlinien gegen amphibische und triphibische Landungen verteidigt werden. Verstärkt wurde diese konventionelle Verteidigung durch das Raketenartilleriebataillon 650 in Itzehoe (ab 1973 in Flensburg), welches zunächst mit SERGEANT-Raketen und ab 1976 mit Lance-Raketen im Rahmen der nuklearen Teilhabe ausgerüstet war.
Die Verteidigung des Luftraumes wurde durch AIRBALTAP, die Seehoheit durch NAVBALTAP koordiniert. Dem COMBALTAP hätten im Verteidigungsfall die gesamte Royal Danish Air Force wie alle in Schleswig-Holstein stationierten fliegenden Verbände der Bundeswehr unterstanden, und damals aus rund 300 Kampfflugzeugen bestand, die durch US-amerikanische und britische Geschwader verstärkt worden wären. Hauptaufgabe von NAVBALTAP war die Sicherung der Ostseeausgänge in Richtung Nordsee, da ein Ausbruch der sowjetischen baltischen Flotte aus der Ostsee die atlantischen Seeverbindungen des westlichen Bündnisses bedroht hätte. Daher wurde auch geplant, weite Teile der westlichen Ostsee durch die NATO zu verminen. Des Weiteren wurde die Ostküste Schleswig-Holsteins durch die Marinesicherungskräfte geschützt, im deutschen Verteidigungsraum auch das Jägerregiment 71 und 81 sowie die Heimatschutzbrigade 61, im dänischen Verteidigungsraum auch die gesamte Dänische Heimwehr als territoriale Heimatverteidigung von Dänemark, die um ihre örtliche Heimat gekämpft hätte.
Die 6. Panzergrenadierdivision war ein außergewöhnlicher Bestandteil der Bundeswehr. Mit einer Verteidigungsstärke von etwa 30.000 Mann sowie rund 5800 Rad- und 1200 Kettenfahrzeugen war es die stärkste und kampfkräftigste Division des westdeutschen Heeres, die im Verteidigungsfall LANDJUT unterstand, und damit als Heeresgruppe NORTHAG.
In Friedenszeiten bestand der Großverband der 6. Panzergrenadierdivision aus drei Kampfbrigaden (Panzergrenadierbrigaden 16 in Wentorf und 17 in Hamburg sowie der Panzerbrigade 18 in Neumünster), dem Artillerieregiment 6 in Kellinghusen und den entsprechenden Divisionstruppen inklusive des Heeresfliegerregiments 6 in Itzehoe mit knapp 50 Hubschraubern. Im Verteidigungsfall, in dem diese Division den Prellbock der Verteidigung gebildet hätte, wären sie durch die Heimatschutzbrigade 5137 mit der Kampfkraft einer Panzerbrigade unterstützt worden. Ab 1967 fanden regelmäßige gemeinsame Aufenthalte der Streitkräfte auf Übungsplätzen der dänischen Einheiten statt. 10.000 Soldaten aus Schleswig-Holstein halfen bei den Flutkatastrophen in Norddeutschland im Februar 1962 sowie im Januar 1976. Ebenso leisteten die Soldaten Hilfe bei der Schneekatastrophe zum Jahreswechsel 1978/1979. Die personelle Stärke betrug am Ende der 1990er-Jahre etwa 40.000 Mann. Der Korpsstab wurde nicht von einer Lead-Nation gestellt, sondern bestand zu gleichen Teilen aus Deutschen und Dänen sowie in der Friedensgliederung einem britischen Stabsoffizier.
Für die Fernspähaufklärung war unmittelbar dem Korpsstab die Hjemmeværnets Særlig Støtte og Rekognosceringskompagni für den Einsatz unterstellt.
Um eine optimale Zusammenarbeit zwischen den fünf Nationen im Falle eines heißen Krieges zu gewährleisten, wurden Übungen durchgeführt. Diese reichten von kleineren Übungen zu Verfahrensabläufen innerhalb bzw. zwischen verschiedenen Stäben bis hin zu größeren mit militärischen Zielen. Die Teilnehmerzahl variierte von 50 Soldaten bei Stabsübungen bis zu über 65.000 Soldaten bei sogenannten „Bold Guard“-Übungen, die alle vier Jahre in Schleswig-Holstein und Teilen Dänemarks stattfanden. Allein im Verantwortungsbereich von LANDJUT wurden zwischen 1962 und 1986 über 500 Übungen abgehalten. Neben diesen „freilaufenden Übungen“ wurden virtuelle Planspiele abgehalten. Die Bekannteste dieser Übungen waren die WINTEX-Übungen der NATO, die von 1968 bis 1989 alle zwei Jahre durchgeführt wurden. Diese Praxistests dienten neben der eigenen Selbstversicherung auch der Abschreckung des Warschauer Paktes.
Nach dem Ende des Kalten Krieges blieb das Korps nach der Vereinbarung der beteiligten Staaten und dem SACEUR (NATO-Oberbefehlshaber für Europa) zunächst als binationales Korps bestehen. Diese Entscheidung folgte dem Ziel, einige der Korps als Träger der Multinationalität zu erhalten und erfolgt analog zur Umwandlung des I. Korps und  II. Korps in multinationale Korps.
LANDJUT als bi-nationaler Stab wurde zum 30. April 1999 aufgelöst und unter Eingliederung des neuen NATO-Partners Polen und zusätzlicher Unterstellung der 12. mechanisierten polnischen Division aus Stettin als dritte Division als neuer Korpsstab des neu aufgestellten Multinationalen Korps Nord-Ost ausgeplant.

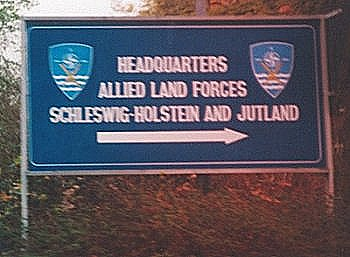
Tafel am Haupteingang des ehem. NATO Headquarters LANDJUT in Rendsburg

## Verbandsabzeichen
Das Verbandsabzeichen, bei deutschen Korpsangehörigen am linken Ärmel des Dienstanzugs getragen, zeigt auf blauem gotischen Schild im oberen Wappenteil den NATO-Stern, im unteren drei Wellenkämme. Über diesen beiden Symbolen sind zwei gelbe (goldene) gekreuzte Schwerter abgebildet. Der Stern symbolisiert den multinationalen Typ des unter NATO-Kommando stehenden Korps. Die Wellenkämme repräsentieren die drei Ostseezugänge, als Referenz zum übergeordneten Hauptquartier. Die Schwerter sind ein oft gebrauchtes Symbol für das Heer. Dieses Symbol gab es  auch im Wappen des dänischen Heereskommandos. Wesentliche Elemente wurden wieder in das Verbandsabzeichen des Multinationalen Korps Nord-Ost aufgenommen, und um einen Greifen und ein drittes Schwert ergänzt.

## Kommandierende Generale
| Nr. | Name                                | Nation      | Beginn der Berufung | Ende der Berufung |
| --- | ----------------------------------- | ----------- | ------------------- | ----------------- |
| 14  | Generalleutnant Henrik H. Ekmann    | Dänemark    | 1998                | 1999              |
| 13  | Generalleutnant Manfred Gerber      | Deutschland | 1996                | 1998              |
| 12  | Generalleutnant G. Grüner           | Dänemark    | 1993                | 1996              |
| 11  | Generalleutnant Bernd Klug          | Deutschland | 1990                | 1993              |
| 10  | Generalleutnant P.B. Krogen         | Dänemark    | 1987                | 1990              |
| 9   | Generalleutnant Henning von Ondarza | Deutschland | 1985                | 1987              |
| 8   | Generalleutnant Georg Asmussen      | Dänemark    | 1982                | 1985              |
| 7   | Generalleutnant Günter Kießling     | Deutschland | 1979                | 1982              |
| 6   | Generalleutnant P.O.W. Thorsen      | Dänemark    | 1976                | 1979              |
| 5   | Generalleutnant Heinrich Schwiethal | Deutschland | 1973                | 1976              |
| 4   | Generalleutnant Horst Hildebrandt   | Deutschland | Januar 1973         | Oktober 1973      |
| 3   | Generalmajor Jens Skriver-Jensen    | Dänemark    | 1968                | 1973              |
| 2   | Generalleutnant Cord von Hobe       | Deutschland | 1965                | 1968              |
| 1   | Generalmajor Flemming B. Larsen     | Dänemark    | 1962                | 1965              |

- COMLANDJUT Commander, Allied Land Forces Schleswig-Holstein and Jutland, Rendsburg

| Korpseinheiten | |
|                | Fernmeldebataillon 610, Rendsburg                                                                           |
|                | Artilleriebataillon 5, Nørrejyske Artilleriregiment, (24 × 105-mm-Haubitze M101)                            |
|                | Artilleriebataillon 10, Sønderjyske Artilleriregiment, (24 × 105-mm-Haubitze M101)                          |
|                | Artilleriebataillon 11, Sønderjyske Artilleriregiment, (24 × 105-mm-Haubitze M101)                          |
|                | Artilleriebataillon 33, Nørrejyske Artilleriregiment, (24 × 155 mm M59)                                     |
|                | Raketenartilleriebataillon 650 (RakArtBtl 650), Flensburg, (4 × Lance-Kurzstreckenraketen)                  |
|                | Sicherungsbataillon 610 (Reserve), Flensburg                                                                |
|                | Nachschubkompanie Sonderwaffen 611, Flensburg                                                               |
|                | Heeresflugabwehr-Regiment 600, Rendsburg                                                                    |
|                | Stabskompanie, Heeresflugabwehr-Regiment 600, Rendsburg                                                     |
|                | Heeresflugabwehrbataillon 610, Rendsburg, (18 × Roland Flugabwehrraketensystem auf Schützenpanzer Marder 1) |
|                | Heeresflugabwehrbataillon 620 (Reserve), Rendsburg, (18 × Gepard)                                           |
|                | Heeresflugabwehrbataillon 630 (Reserve), Rendsburg, (24 × Bofors 40 mm L/70)                                |

| Jütland Kampfgruppe, Holstebro (DK + UK) | |
|                                          | 1. Bataillon, Slesvigske Fodregiment, (Infanterie)                                                                           |
|                                          | 2. Bataillon, Slesvigske Fodregiment, (Infanterie)                                                                           |
|                                          | 3. Bataillon, Slesvigske Fodregiment, (Infanterie)                                                                           |
|                                          | 4. Bataillon, Jydske Dragonregiment, (20 × Centurion (105-mm-L/7-Kanone), 4 × TOW auf Land Rover)                            |
|                                          | 8. Artillerie Bataillon, Nørrejyske Artilleriregiment, (6 × 155-mm-Haubitze M114/39, 12 × 105-mm-Haubitze M101, 6 × Stinger) |
|                                          | 1. Infanterie Brigade (UK), Tidworth Camp, Großbritannien, Mobile Force                                                      |
|                                          | „Royal Hussars“, Tidworth, (13 × Chieftain)                                                                                  |
|                                          | 13./18. „Royal Hussars“, Tidworth, (48 × FV107 Scimitar-Spähpanzer)                                                          |
|                                          | 1. Bataillon, „Queen's Regiment“, Tidworth, (45 × gepanzerter Mannschaftstransporter Saxon)                                  |
|                                          | 1. Bataillon, „Devonshire and Dorset Regiment“, Bulford, (45 × Saxon)                                                        |
|                                          | 2. Bataillon, „The Light Infantry“, Tidworth, (45 × Saxon)                                                                   |
|                                          | 1. Bataillon, „The Wessex Regiment“ (TA), Devizes                                                                            |
|                                          | 47. Regiment Royal Artillery\|47. Feldregiment, Royal Artillery, Thorney Island, (24 × FH-70)                                |
|                                          | 22. Pionier Regiment, Perham Down                                                                                            |
|                                          | 656. Schwadron, Army Air Corps (7th Rgt, AAC), (6 × Lynx AH.7, 6 × Gazelle AH.1)                                             |

| Jütland-Division, Fredericia (DK) | |
|                                   | 3. Fernmeldebataillon |
|                                   | 3. Pionierbataillon |
|                                   | 4. Bataillon, Fynske Livregiment, (Infanterie)                                                                            |
|                                   | 5. Bataillon, Jydske Dragonregiment, (Aufklärer: 18 × M41 DK-1, 9 × M113, 9 × M125)                                       |
|                                   | dk Fernspähkompanie |
|                                   | ELOKA-Kompanie (elektronische Kriegsführung)                                                                              |
|                                   | 8. Nachschubbataillon |
|                                   | Schwertransportkompanie                                                                                                   |
|                                   | 1. Militärpolizei-Kompanie                                                                                                |
|                                   | 1. Jütland Brigade, Fredericia                                                                                            |
|                                   | Stabskompanie 1. Brigade (5 × M113, 8 × TOW auf Land Rover)                                                               |
|                                   | 1. Bataillon Jydske Dragonregiment, (20 × Leopard 1A3, 21 × M113 (inkl. 4 mit TOW), 2 × M125)                             |
|                                   | 1. Bataillon Kongens Jyske Fodregiment, (10 × Leopard 1A3, 32 × M113 (inkl. 4 mit TOW), 4 × M125, 4 × TOW auf Land Rover) |
|                                   | 1. Bataillon Fynske Livregiment, (10 × Leopard 1A3, 32 × M113 (inkl. 4 mit TOW), 4 × M125, 4 × TOW auf Land Rover)        |
|                                   | 4. Bataillon Dronningens Livregiment, (Infanterie)                                                                        |
|                                   | 6. Artillerie-Bataillon, Nørrejyske Artilleriregiment, (20 × M109A3-Haubitzen, 6 × Stinger-Raketen)                       |
|                                   | 1. Pionierkompanie |
|                                   | 1. Logistikbataillon |
|                                   | 1. Militärpolizei-Abteilung                                                                                               |
|                                   | 2. Jütland Brigade, Skive, Denmark                                                                                        |
|                                   | Stabskompanie 2. Brigade (inkl. 5 × M113, 8 × TOW auf Land Rover)                                                         |
|                                   | 2. Bataillon, Jydske Dragonregiment, (20 × Leopard 1A3, 21 × M113 (inkl. 4 mit TOW), 2 × M125)                            |
|                                   | 1. Bataillon, Dronningens Livregiment, (10 × Leopard 1A3, 32 × M113 (inkl. 4 mit TOW), 4 × M125, 4 × TOW auf Land Rover)  |
|                                   | 2. Bataillon, Dronningens Livregiment, (10 × Leopard 1A3, 32 × M113 (inkl. 4 mit TOW), 4 × M125, 4 × TOW auf Land Rover)  |
|                                   | 3. Bataillon, Dronningens Livregiment, (Infanterie)                                                                       |
|                                   | 3. Artilleriebataillon, Nørrejyske Artilleriregiment, (20 × M109A3-Haubitzen, 6 × Stinger)                                |
|                                   | 2. Pionierkompanie |
|                                   | 3. Logistikbataillon |
|                                   | 2. Militärpolizei-Abteilung                                                                                               |
|                                   | 3. Jutland Brigade, Haderslev                                                                                             |
|                                   | Stabskompanie 3. Brigade (inkl. 5 × M113, 8 × TOW auf Land Rover)                                                         |
|                                   | 3. Bataillon, Jydske Dragonregiment, (20 × Leopard 1A3, 21 × M113 (inkl. 4 mit TOW), 2 × M125)                            |
|                                   | 1. Bataillon, Prinsens Livregiment, (10 × Leopard 1A3, 32 × M113 (inkl. 4 mit TOW), 4 × M125, 4 × TOW auf Land Rover)     |
|                                   | 2. Bataillon, Prinsens Livregiment, (10 × Leopard 1A3, 32 × M113 (inkl. 4 mit TOW), 4 × M125, 4 × TOW auf Land Rover)     |
|                                   | 3. Bataillon, Prinsens Livregiment, (Infanterie)                                                                          |
|                                   | 3. Pionierkompanie |
|                                   | 3. Militärpolizei-Abteilung                                                                                               |
|                                   | 7. Artillerie-Bataillon, Sønderjyske Artilleriregiment, (12 × M109A3 Haubitzen, 6 × M114/39 Haubitzen, 6 × Stinger)       |
|                                   | 7. Logistikbataillon |
|                                   | Divisions Artillerie Regiment, Skive                                                                                      |
|                                   | 23. Artilleriebataillon, (18 × 155-mm-Haubitzen M114/39)                                                                  |
|                                   | 24. Artilleriebataillon, (18 × 155-mm-Haubitzen M114/39)                                                                  |
|                                   | 18. Schwere Batterie, (4 × 203-mm-Haubitzen M115)                                                                         |
|                                   | 19 Schwere Batterie, (4 × 203-mm-Haubitzen M115)                                                                          |
|                                   | 14. Flugabwehrbataillon, (Stinger, Bofors 40 mm L/70)                                                                     |

| 6. Panzergrenadierdivision (BRD) | |
|                                  | Stabskompanie, 6. Panzergrenadierdivision, Neumünster                                                         |
|                                  | Panzergrenadierbrigade 16 (PzGrenBrig 16), Wentorf                                                            |
|                                  | Stabskompanie, PzGrenBrig 16, Wentorf, (8 × MTW M113, 8 × Luchs)                                              |
|                                  | Panzergrenadierbataillon 161 (PzGrenBtl 161), Wentorf, (13 × Leopard 1, 24 × Schützenpanzer Marder, 12 × MTW) |
|                                  | Panzergrenadierbataillon 162 (PzGrenBtl 162), Wentorf, (24 × Marder, 6 × Panzermörser, 23 × M113)             |
|                                  | Panzergrenadierbataillon 163 (PzGrenBtl 163), Wentorf, (24 × Marder, 6 × Panzermörser, 23 × M113)             |
|                                  | Panzerbataillon 164 (PzBtl 164), Schwarzenbek, (41 × Leopard 1, 12 × M113)                                    |
|                                  | Panzerartilleriebataillon 165 (PzArtBtl 165), Wentorf, (18 × M109 Panzerhaubitze)                             |
|                                  | Panzerjägerkompanie 160 (PzJgKp 160), Schwarzenbek, (12 × Jaguar 2)                                           |
|                                  | Panzerpionierkompanie 160 (PzPiKp 160), Schwarzenbek                                                          |
|                                  | Nachschubkompanie 160, Wentorf                                                                                |
|                                  | Instandsetzungskompanie 160, Schwarzenbek                                                                     |
|                                  | Panzergrenadierbrigade 17 (PzGrenBrig 17), Hamburg                                                            |
|                                  | Stabskompanie, PzGrenBrig 17, Hamburg, (8 × M577, 8 × Luchs)                                                  |
|                                  | Panzergrenadierbataillon 171 (PzGrenBtl 171), Hamburg, (13 × Leopard 1A1A2, 24 × Marder, 12 × M113)           |
|                                  | Panzergrenadierbataillon 172 (PzGrenBtl 172), Lübeck, (24 × Marder, 6 × Panzermörser, 23 × M113)              |
|                                  | Panzergrenadierbataillon 173 (PzGrenBtl 173), Hamburg, (24 × Marder, 6 × Panzermörser, 23 × M113)             |
|                                  | Panzerbataillon 174 (PzBtl 174), Hamburg, (41 × Leopard 1A1A2, 12 × M113)                                     |
|                                  | Panzerartilleriebataillon 175 (PzArtBtl 175), Hamburg, (18 × M109A3G)                                         |
|                                  | Panzerjägerkompanie 170 (PzJgKp 170), Lübeck, (12 × Jaguar 1)                                                 |
|                                  | Panzerpionierkompanie 170 (PzPiKp 170), Lübeck                                                                |
|                                  | Nachschubkompanie 170, Hamburg                                                                                |
|                                  | Instandsetzungskompanie 170, Hamburg                                                                          |
|                                  | Panzerbrigade 18 (PzBrig 18), Neumünster                                                                      |
|                                  | Stabskompanie, PzBrig 18, Neumünster, (8 × M577, 8 × Luchs)                                                   |
|                                  | Panzerbataillon 181 (PzBtl 181), Neumünster, (28 × Leopard 1A2, 6 × Marder, 12 × M113)                        |
|                                  | Panzergrenadierbataillon 182 (PzGrenBtl 182), Bad Segeberg, (35 × Marder, 6 × Panzermörser, 12 × M113)        |
|                                  | Panzerbataillon 183 (PzBtl 183), Boostedt, (41 × Leopard 1A2, 12 × M113)                                      |
|                                  | Panzerbataillon 184 (PzBtl 184), Boostedt, (41 × Leopard 1A2, 12 × M113)                                      |
|                                  | Panzerartilleriebataillon 185 (PzArtBtl 185), Boostedt, (18 × M109A3G)                                        |
|                                  | Panzerjägerkompanie 180 (PzJgKp 180), Bad Segeberg, (12 × Jaguar 1)                                           |
|                                  | Panzerpionierkompanie 180 (PzPiKp 180), Lübeck                                                                |
|                                  | Nachschubkompanie 180, Boostedt                                                                               |
|                                  | Instandsetzungskompanie 180, Boostedt                                                                         |

| Heimatschutzbrigade 51 (HSchBrig 51), Eutin (ursprünglich Verband des Territorialkommandos; 1982 umstrukturiert, 1985 der 6. Panzergrenadierdivision als Verstärkung unterstellt)(BRD) | |
| | Stabskompanie, (HSchBrig 51), Eutin, (8 × M577, 8 × Luchs)                                                        |
| | Jägerbataillon 511 (JgBtl 511), Flensburg, (7 × Leopard 1, 6 × Panzermörser)                                      |
| | Jägerbataillon 512, (JgBtl 512), Putlos bei Oldenburg (Ostholstein), (7 × Leopard 1, 30 × M113, 6 × Panzermörser) |
| | Panzerbataillon 513, (PzBtl 513), Flensburg, (41 × Leopard 1, 12 × M113)                                          |
| | Panzerbataillon 514 (Reserve), (PzBtl 514), Putlos, (41 × Leopard 1, 12 × M113)                                   |
| | Feldartilleriebataillon 515, Kellinghusen, (18 × M101)                                                            |
| | Feldersatzbataillon 517 (FErsBtl 517), Süderbrarup                                                                |
| | Panzerpionierkompanie 510, (PzPiKp 510), Plön                                                                     |
| | Sanitätskompanie 510, Idstedt                                                                                     |
| | Nachschubkompanie 510, Schleswig                                                                                  |
| | Instandsetzungskompanie 510, Schleswig                                                                            |

| Divisionstruppen 6. PGD (BRD) | |
|                               | Artillerie-Regiment 6, Kellinghusen                                                                                                  |
|                               | Stabsbatterie, 6. ArtRgt., Kellinghusen                                                                                              |
|                               | Feldartilleriebataillon 61, Albersdorf, (18 × M110A2, 18 × FH-70)                                                                    |
|                               | Raketenartilleriebataillon 62, Kellinghusen, (16 × LARS, 16 × MLRS)                                                                  |
|                               | Artillerieaufklärungsbataillon 63, Itzehoe, (12 × CL-89 Artillerie-Drohnen)                                                          |
|                               | Feldartilleriebatterie 6, Kellinghusen                                                                                               |
|                               | Heeresfliegerregiment 6, Hohenlockstedt, (15 × BO-105M, 24 × UH-1D, 21 × PAH-1)                                                      |
|                               | Panzeraufklärungsbataillon 6 (PzAufklBtl 6), Eutin, (34 × Leopard 1, 10 × Luchs, 18 × Fuchs – 9 davon mit RASIT-Radar)               |
|                               | Heeresflugabwehr-Regiment 6, Lütjenburg, (36 × Gepard)                                                                               |
|                               | Pionierbataillon 6, (PiBtl 6), Plön, (8 × Biber AVLB, 8 × Pionierpanzer 1, 4 × Skorpion-Minenwerfer, 12 × Pionierschnellbrücken)     |
|                               | Pionierbataillon 61, (PiBtl 61), Lübeck, (8 × Biber AVLB, 8 × Pionierpanzer 1, 4 × Skorpion-Minenwerfer, 12 × Pionierschnellbrücken) |
|                               | Fernmeldebataillon 6, Neumünster |
|                               | Sanitätsbataillon 6, Itzehoe |
|                               | Nachschubbataillon 6, Neumünster |
|                               | Instandsetzungsbataillon 6, Hamburg                                                                                                  |
|                               | 5 × Feldersatzbataillone: FErsBtl 61 und FErsBtl 65 in Neumünster, FErsBtl 62 in Itzehoe, FErsBtl 63 und 64 in Hamburg               |
|                               | Jägerbataillon 66 (aktiv), (JgBtl 66), Wentorf, (30 × M113, 6 × Panzermörser)                                                        |
|                               | Jägerbataillon 67 (aktiv), (JgBtl 67), Breitenburg, (30 × M113, 6 × Panzermörser)                                                    |
|                               | Sicherungsbataillon 68 (Reserve), Breitenburg                                                                                        |

| Territorialkommando Schleswig-Holstein (BRD) | |
|                                              | Territorialkommando Schleswig-Holstein, Kiel                                                                                 |
|                                              | Stabskompanie, Territorialkommando Schleswig-Holstein, Kiel                                                                  |
|                                              | Frontnachrichtenkompanie 600 (Reserve), Neumünster                                                                           |
|                                              | Heimatschutzregiment 61 (HSchRgt 61), Idstedt                                                                                |
|                                              | Stabskompanie (Reserve), HSchRgt 61, Idstedt                                                                                 |
|                                              | Jägerbataillon 611 (Reserve), Klein Wittensee, (7 × Leopard 1A1A1)                                                           |
|                                              | Jägerbataillon 612 (Reserve), Flensburg, (7 × Leopard 1A1A1)                                                                 |
|                                              | Panzerbataillon 613 (Reserve), Hamburg, (41 × Leopard 1A1A1, 12 × M113)                                                      |
|                                              | Artilleriebataillon 615 (Reserve), Hamburg, (18 × M101)                                                                      |
|                                              | Pionierbataillon 610 (Reserve), Idstedt                                                                                      |
|                                              | Heimatschutzregiment 71 (HSchRgt 71), Neumünster                                                                             |
|                                              | Stabskompanie (Reserve), HSchRgt 71, Neumünster                                                                              |
|                                              | Jägerbataillon 711 (Reserve), Neumünster                                                                                     |
|                                              | Jägerbataillon 712 (Reserve), Seeth                                                                                          |
|                                              | Jägerbataillon 713 (Reserve), Albersdorf                                                                                     |
|                                              | Mörserkompanie 710 (Reserve), Neumünster, (18 × 120-mm-Mörser)                                                               |
|                                              | Nachschubkompanie 710 (Reserve), Neumünster                                                                                  |
|                                              | Heimatschutzregiment 81 (HSchRgt 81), Süderlügum                                                                             |
|                                              | Stabskompanie (Reserve), HSchRgt 81, Süderlügum                                                                              |
|                                              | Jägerbataillon 811 (Reserve), Süderbrarup                                                                                    |
|                                              | Jägerbataillon 812 (Reserve), Idstedt                                                                                        |
|                                              | Jägerbataillon 813 (Reserve), Eutin                                                                                          |
|                                              | Mörserkompanie 810 (Reserve), Süderlügum, (18 × 120-mm-Mörser)                                                               |
|                                              | Nachschubkompanie 810 (Reserve), Süderlügum                                                                                  |
|                                              | Pionierregiment 60 (PiRgt 60), Klein Wittensee                                                                               |
|                                              | Stabskompanie (Reserve), PiRgt 60, Klein Wittensee                                                                           |
|                                              | Pionierbataillon 620, Schleswig                                                                                              |
|                                              | Pionierbataillon 630 (Reserve), Albersdorf                                                                                   |
|                                              | Pionierbataillon 640 (Reserve), Idstedt                                                                                      |
|                                              | Pionierbataillon 650, Rendsburg, (8 × Biber AVLB, 8 × Pionierpanzer 1, 4 × Skorpion-Minenwerfer, 12 × Pionierschnellbrücken) |
|                                              | Brückenpionierbataillon 660 (Reserve), Schleswig                                                                             |
|                                              | Brückenlegebataillon 670 (Reserve), Albersdorf                                                                               |
|                                              | Pipeline Pionierbataillon 600 (Reserve), Idstedt                                                                             |
|                                              | Amphibische Pionierkompanie 600, Plön                                                                                        |
|                                              | Fernmeldekompanie 600 (Reserve), Klein Wittensee                                                                             |
|                                              | Fernmeldekommando 600, Kiel                                                                                                  |
|                                              | Stabskompanie, Fernmeldekommando 600, Kiel                                                                                   |
|                                              | Fernmeldebataillon 620, Flensburg                                                                                            |
|                                              | Sanitätskommando 600, Neumünster                                                                                             |
|                                              | Stabskompanie, Sanitätskommando 600, Neumünster                                                                              |
|                                              | SanitätsBataillon 600, Itzehoe                                                                                               |
|                                              | 6 × Sanitätstransportkompanien, 6 × Feldkliniken, 55 × Feldhospitäler                                                        |
|                                              | Nachschubkommando 600, Flensburg                                                                                             |
|                                              | Stabskompanie, Nachschubkommando 600, Flensburg                                                                              |
|                                              | Transportbataillon 610, Heide (Holstein)                                                                                     |
|                                              | Nachschubbataillon 610, Seeth                                                                                                |
|                                              | Nachschubbataillon 620 (Reserve), Süderlügum                                                                                 |
|                                              | Instandsetzungsbataillon 610, Flensburg                                                                                      |
|                                              | Feldersatzregiment 60 (FErsRgt 60), Rendsburg                                                                                |
|                                              | Stabskompanie (Reserve), FErsRgt 60, Rendsburg                                                                               |
|                                              | Feldersatzbataillon 602 (Reserve), Rendsburg                                                                                 |
|                                              | Feldersatzbataillon 603 (Reserve), Rendsburg                                                                                 |
|                                              | Feldersatzbataillon 604 (Reserve), Rendsburg                                                                                 |
|                                              | Feldjägerbataillon 610, Heide (Holstein)                                                                                     |
|                                              | Heeresfliegergeschwader 600 (Reserve), Hohenlockstedt                                                                        |
|                                              | ABC-Abwehrbataillon 610, Albersdorf                                                                                          |
|                                              | Feldersatzbataillon 610 (Reserve), Husum                                                                                     |
|                                              | Feldersatzbataillon 620(Reserve), Idstedt                                                                                    |
|                                              | 6 × Ausbildungsbataillone |
|                                              | 10 × Heimatschutzkompanien                                                                                                   |